# Franck Rabarivony
Franck Rabarivony est un footballeur franco-malgache aujourd'hui retraité né le 15 novembre 1970 à Tours. Il évolue au poste de défenseur.

## Biographie
Franck Rabarivony joue 113 matchs en Ligue 1 sous les couleurs de l'AJ Auxerre, club avec lequel il signe le doublé coupe-championnat en 1996.
Par la suite, il joue dans le championnat d'Espagne, avec le club du Real Oviedo. Il dispute un total de 80 rencontres en Liga avec Oviedo. "Raba" aura connu le championnat portugais avec Vitoria Guimarães, mais aussi la D1 grecque avec le club de Skoda Xanthi. Après plus de dix ans au plus haut niveau, Franck Rabarivony termine sa carrière à La Réunion avec le statut de semi-pro. À son arrivée sur l'île en 2003, il porte les couleurs du club-phare, L'US Stade Tamponnaise avec lequel il remportera cinq titres de champion et deux victoires en coupe de la Réunion. En 2009, proche de raccrocher, mais avec l'envie de toucher encore un peu le ballon, il signe dans le modeste club du CO-Terre-Sainte et s'offre ensuite un ultime challenge avec le promu, l'AJ Petite-Ile. À 40 ans, "Raba" tire complètement sa révérence sportive.
Rabarivony compte par ailleurs une sélection avec l'équipe nationale de Madagascar, sélection acquise lors de l'année 2003.

## Carrière
- 1992-1998 :  AJ Auxerre
- 1998-2001 :  Real Oviedo
- 2001-2002 :  Vitoria Guimarães
- 2002-2003 :  Skoda Xanthi
- 2003-2008 :  US Stade Tamponnaise
- 2009 :  CO Terre-Sainte
- 2010 :  AJ Petite-Ile[1],[2]

## Palmarès
AJ Auxerre
- Champion de France en 1996
- Vainqueur de la Coupe de France en 1994 et 1996
- Champion de France de Troisième Division en 1990 et 1992
- Champion de France Cadet en 1987

US Stade Tamponnaise
- Champion de la Réunion en 2003, 2004, 2005, 2006, 2007
- Vainqueur de la Coupe de la Réunion en 2003 et 2008